# Stanisław Jerzy Lec
Stanisław Jerzy Lec, nascido Stanisław Jerzy de Tusch-Letz (Lviv, Ucrânia, 6 de março de 1909 – Varsóvia, 7 de maio de 1966) foi um importante poeta polonês, um dos maiores da Polônia pós-guerra, e um notável aforista, conhecido por sua poesia lírica e satírica, e por seus aforismos céticos, frequentemente com um subtexto político.
Nascido de uma rica família judia vieno-galiciana, Lec fez seus estudos em Lemberga e depois em Viena, onde se graduou em direito (1933). Oito anos depois, foi internado num campo de concentração, de onde conseguiu fugir, vestido com um uniforme alemão. Na Polônia, em 1957, publicou os aforismos que o tornaram célebre.